# Surprise !
Pour plus de détails, voir Fiche technique et Distribution.
Surprise ! est un court métrage français réalisé par Fabrice Maruca et sorti en 2007.

## Fiche technique
- Réalisation, scénario et production : Fabrice Maruca
- Musique : Alex Opang
- Montage : Emmanuel Douce
- Société de production : Plein la Vue

## Distribution
- Guilaine Londez : Brigitte
- Didier Brice : Pierre
- Juliette Poissonnier : Sophie
- Pascal Casanova : Didier, le flic
- Corinne Masiero : la femme qui regarde la télé
- Éric Massot : Henri, le voisin d'en face
- Carmelo Carpenito : le type musclé
- Mathilde Braure : Emilie
- Sylvie Baur : la collègue blasée
- Alain Wautriche : le patron
- François Damiens : le fleuriste
- Jacques Dehouck : le livreur de fleurs
- Catherine Lefroid : l'animatrice "L'Objet mystère"
- Nicolas Tavernier : l'animateur "L'Objet mystère"

## Distinctions
Le film a reçu le prix du public et prix de la fiction au Humboldt Film Festival.